# Архангельське (Шабалінський район)
Арха́нгельське (рос. Архангельское) — село у складі Шабалінського району Кіровської області, Росія. Входить до складу Новотроїцького сільського поселення.
Населення становить 325 осіб (2010, 463 у 2002).
Національний склад станом на 2002 рік — росіяни 98 %.